# Endectyon hyle
Endectyon hyle är en svampdjursart som först beskrevs av De Laubenfels 1930.  Endectyon hyle ingår i släktet Endectyon och familjen Raspailiidae. Inga underarter finns listade i Catalogue of Life.